# Arthur Geoffrey Dickens
Arthur Geoffrey Dickens (* 6. Juli 1910 in Kingston upon Hull, Yorkshire; † 31. Juli 2001 in London) war ein britischer Historiker.

## Leben
Dickens studierte an der Universität Oxford Geschichte des Mittelalters und der Neuzeit. Während des Zweiten Weltkriegs trat er als Second Lieutenant der Royal Artillery in die British Army ein und wurde als guter Deutschlandkenner Mitte Mai 1945 einer der drei Presseoffiziere der britischen Militärregierung in der Hansestadt Lübeck. Über seine Zeit dort führte er ein Tagebuch, das heute zu den wichtigen lokalen Geschichtsquellen des Sommers 1945 in Lübeck und der Britischen Zone zählt. Anfang Oktober 1945 kehrte er nach England zurück und lehrte von 1949 bis 1962 Geschichte an der heimischen Universität Hull. 1962 wurde er auf einen Lehrstuhl für Geschichte an das King’s College London berufen. Sein historisches Schwerpunktthema waren die Geschichte des 16. Jahrhunderts und die Reformation in England; The English Reformation gilt als das Standardwerk zu dieser Thematik schlechthin. Dickens war Fellow der British Academy. 1974 wurde er als Companion des Order of St Michael and St George ausgezeichnet. Er war 1976 maßgeblich an der Gründung des Deutschen Historischen Instituts London beteiligt und erhielt 1980 das Große Bundesverdienstkreuz.

## Werke
- Lübeck Diary. Victor Gollancz Ltd., London 1947.
- The English Reformation. Batsford, 1964, ISBN 0-00-633064-9.
- Lollards and Protestants in the Diocese of York. 1959.
- Thomas Cromwell and the English Reformation. 1959.
- Reformation and Society in Sixteenth Century Europe. 1966.
- The German Nation and Martin Luther. 1974.